# Kap Yorkhalvön
Kap Yorkhalvön (Cape York Peninsula) är en halvö i norra Queensland vars norra udde - Kap York - är det australiska fastlandets nordligaste punkt och tillhör världens yttersta platser. Halvön mellan Korallhavet och Carpentariaviken, söder om Torres sund, är ett av jordens sista stora oförstörda vildmarksområden. Den är mycket glest befolkad, cirka 18 000 personer, varav 60 % är aboriginer och torressundöbor. Längs ostkusten går en helt avspärrad väg norrut från Cairns till Cooktown, där sista delen från Mareeba numera kompletterats med Mulligan Highway.
Från Kap Yorkhalvön kunde en total solförmörkelse ses den 13 november 2012.
Halvön ska inte förväxlas med Yorke Peninsula, en mindre halvö i South Australia.